# A Stitch in Time
A Stitch in Time — второй мини-альбом американской рок-группы The Twilight Singers, выпущен лейблом One Little Indian Records в 2006 году.

## Критика
«Дабы никто не усомнился в том, что Twilight Singers Грега Дулли — одна из самых клёвых и трудолюбивых рок-групп на планете, едва закончился их последний тур, они выпустили этот мини-альбом каверов и коллабораций <…> с бывшим товарищем Дулли по Afghan Whigs Джозефом Артуром, одолжившим свой голос для трека „Sublime“ <…> и бывшим горлопаном Screaming Trees Марком Ланеганом на, казалось бы, странных, но абсолютно согласованно выбранных Дулли каверах: „Live With Me“ (Massive Attack) и „Flashback“ (Fat Freddy’s Drop)» — написал обозреватель канадского журнала Exclaim! Стюарт Грин.
«Присоединившись к Twilight Singers во время их европейского тура, Марк Ланеган застенчиво выглядывал на сцену из-за кулис, и вот он уже участвует в этом трёхпесенном сотрудничестве. Дулли и Ланеган отлично дополняют друг друга, один сигаретно оцарапанной ранимостью, другой задумчивой настоятельностью» — заявила критик британского сайта Drowned in Sound Лианн Стайнберг. «Дулли уже доказал свою многосторонность и огромный талант как музыканта, и это значит, что A Stitch in Time — подарок, который вы должны бы с благодарностью принять» — заключила рецензент американского ресурса Allmusic Мариса Браун.

## Список композиций
| №  | Название                        | Длительность |
| -- | ------------------------------- | ------------ |
| 1. | «Live with Me»                  | 4:00         |
| 2. | «Sublime»                       | 4:11         |
| 3. | «Flashback»                     | 4:09         |
| 4. | «They Ride»                     | 5:17         |
| 5. | «The Lure Would Prove Too Much» | 5:20         |